# 韓志旼

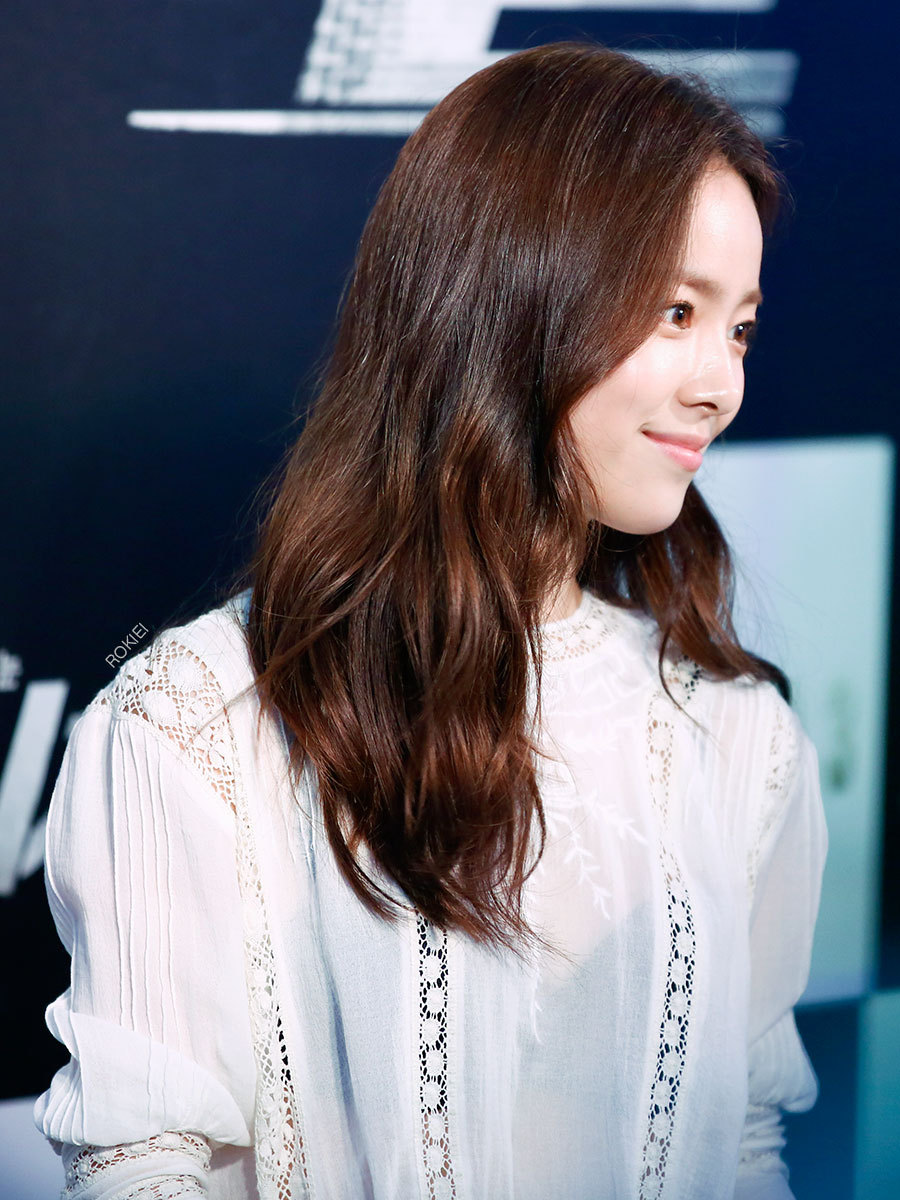
2013年3月26日，於《監視者們》首映會

韓志旼（1982年11月5日—），韓國女演員。

## 演藝經歷
- 高中時期，在老師極力推薦下，以拍攝電視和平面廣告踏入演藝圈，還是高中生的她就已經拍過不少廣告和MV，一開始只是為了滿足好奇心，把演藝事業當成是一種興趣和休閒，而在大學之後才真正開始有了以演員作為職業的想法。[來源請求]
- 2003年，拍攝首部電視劇《All In 真愛賭注》飾演實際上大她一歲的宋慧喬少年時期，她是通過500比1的競爭拿到這個角色[2]。在古裝劇《大長今》中飾演長今的醫女好友信非，雖然只是配角，但藉由清純的古裝外貌為她鋪開了演藝道路。
- 2006年1月，與組合神話成員文晸赫拍攝電視劇《狼（朝鲜语：늑대 (드라마)）》時發生車禍受傷而被迫停拍，一直延遲播出，最終決定腰斬。事故後休息約3個月，重新復歸作品是與金載沅一起合作的《偉大的遺產》，扮演活潑的幼稚園教師。《無敵情報員》是《新進社員》續篇，繼《狼（朝鲜语：늑대 (드라마)）》之後再次與文晸赫合作。2006年底，搭檔金濟東作為KBS電視台娛樂節目《演藝家中介》主持人，共為期1年8個月的時間。
- 2007年出演由李丙勳導演執導及金伊英編劇的歷史長劇《李祘》，該劇於2007年9月17日在韓國MBC電視臺首播，最高收視率達35.5%，在同一時段播出劇目中高居榜首。韓志旼劇中飾演宮廷畫師成松淵，韓志旼把角色詮釋的活潑可愛，既識大體又溫柔可人，充分體現韓國女人的傳統之美，受到廣大韓國民眾的喜愛，更因此在韓國媒體《My Daily》的評選中，榮獲2008年上半年度最受歡迎女主角。
- 2009年，與蘇志燮合作，在《該隱與亞伯》中為了飾演脫北者，每天接受北韓口音訓練，由於是導遊身分，也必須學習講中、日、英三種語言，展現了驚人的語言學習天賦。該劇赴中國福建、上海、銀川沙漠等地取景，耗資高達75億韓元，還沒開拍便以近7100萬台幣售出日本播映版權，締造當年度韓劇外銷最高價，收視、外銷成績皆亮眼[3][4]。
- 2011年，在電影《朝鮮名探長：烈女門秘辛》中一改往日清純可愛形象，嘗試古裝魅惑路線，於新春期間上檔，觀影人數逾470萬人次，登上了韓國電影票房排行榜冠軍，同時獲安排在美國放映，兩周後成功打入國際電影票房十大之內[5][6]。
- 2011年底，與鄭雨盛一起出演JTBC開台劇《Padam Padam》，在劇中飾演一名動物醫師。才結束不久馬上投入拍攝《屋塔房王世子》，與男子團體JYJ成員朴有天共同演繹穿越300年的愛情故事。
- 2014年初，與鄭在詠合作出演溫馨愛情喜劇《Plan Man》，韓志旼在劇中飾演一位有著無法預測性格的女孩，展現無厘頭的演技，並為劇中角色需要，學習吉他彈奏與歌唱技巧。4月，於電影《逆鱗：刺王危城》中再次與鄭在詠合作，並首度飾演反派角色[7]。
- 2015年1月，時隔三年回歸電視劇，主演《海德、哲基爾與我》，劇中飾演馬戲團團長一角，繼《逆鱗：刺王危城》再次與炫彬合作。
- 2015年4月，出演由姜帝圭執導的電影《長壽商會》，與尹汝貞、朴根瀅合作。其在片中飾演一名單親母親，與母親一同生活及開設花店。韓志旼憑藉此電影，獲得了第35屆黃金攝影獎最佳女配角。
- 2015年9月，出演電影《密探》，與宋康昊、孔劉合作，由知名導演金知雲執導，韓志旼在片中飾演義烈團唯一一位女團員。該片於2016年9月在韓國上映後創下750萬觀影人次的優異票房，並入圍《第73屆威尼斯電影節》「非競賽單元」、獲邀參加第41屆多倫多國際電影節Special Presentation單元，代表韓國角逐2017年奧斯卡外語片獎。
- 2016年9月，因拍攝《逆鱗：刺王危城》與曹政奭結緣，而友情出演《嫉妒的化身》，劇中飾演男主角的相親對象。
- 2017年12月，與朴炯植合作出演短篇電影《兩道光：Relúmĭno》，由知名導演許秦豪所導的短篇電影，韓志旼飾演一名自7歲開始便看不清世界，但熱愛攝影的視障人士。這部電影溫暖的影像和平緩的故事節奏再加上兩位演員完美地消化盲人演技，不僅獲得觀眾回響，亦獲得廣告評審團的肯定。
- 2018年1月，出演電影《那才是我的世界》，與李炳憲、朴正民、尹汝貞等合作，客串飾演一名因車禍意外而銷聲匿跡的著名鋼琴家韓佳律，遇上朴正民所飾演的吳振泰而重拾對鋼琴的熱情，是繼《逆鱗：刺王危城》後，再度與編劇崔成賢合作。
- 2018年2月確認出演tvN水木劇《認識的妻子》，時隔三年回歸小螢幕。10月電影《白小姐》上映，在片中飾演小小年紀犯有前科，與社會格格不入的女主角白尚雅，偶然遇見生活悲慘、受家庭暴力虐待的小女孩智恩，因為看到她像是看到自己的過去，所以為了守護這個孩子而與世界抗爭的故事。韓志旼憑藉沉實精湛的演技獲得了青龍獎、百想藝術大賞等多個電影最佳女主角獎項。
- 2019年2月，韓志旼飾演《耀眼》劇中女主角金惠子年輕時期，此劇是一部穿越時間的奇幻感人倫理劇。首播之後收視一路看漲，於第12集的完結篇創下最高平均收視9.731%的記錄。
- 2019年5月22日起，於MBC播出的水木連續劇《春夜》與丁海寅合作，由安畔錫導演與金恩作家再度合作打造，韓志旼以此劇獲得當年度MBC演技大赏水木劇女子最優秀演技賞。
- 2020年出演電影《喬瑟與老虎、魚》，擔任女主角、與南柱赫二度合作。本劇改編自日本芥川賞作家田邊聖子短篇小說，韓志旼於片中飾演一名不良於行的殘疾少女，電影於12月上映。
- 2022年《我們的藍調時光》集結李炳憲、申敏兒、車勝元、李姃垠、韓志旼、金宇彬、嚴正化、金惠子等大咖主演，金圭泰導演、盧熙京編劇，以溫暖生動的濟州、冰冷嚴酷的大海為背景，藉由短片形式講述各種人物故事的群像劇。劇中韓志旼飾演李英玉與唐氏症的雙胞胎姐姐李英希（鄭恩惠飾）的故事軸，除了著墨英玉身為家人的為難，也反映英希的孤獨，更於唐氏症患者的視角看見一般人並不知道他們其實也懂得的痛處。
- 2022年10月，《Yonder》是韓國影音平台TVING推出的自製原創科幻迷你劇集，改編自韓國人氣小說，由韓國《希望：為愛重生》、《思悼》、《茲山魚譜》歷史電影名導李濬益籌備11年拍攝，韓志旼擔任女主角，並與男主角申河均於《烈愛無間道》後，時隔18年的再度合作。
- 2023年，首次搭檔李民基、Suho出演JTBC《摸心第六感》。
- 2025年，與李浚赫搭檔出演治癒羅曼史電視劇《我的完美秘書》，成人式的愛情在播出後收到觀眾高度回響。韓志旼一改以往的可愛形象，細緻地展現具有幹練魅力的CEO，再次證明其精湛的演技。[8][9]

## 影視作品

### 劇集
| 年份   | 播放平台 | 劇名                     | 角色                     | 備註                    |
| 2003年 | SBS      | All In 真愛賭注          | 閔洙茵                   | 青年                    |
| 2003年 | MBC      | 烈愛無間道               | 吳純情                   |                         |
| 2003年 | MBC      | 大長今                   | 信非                     |                         |
| 2004年 | KBS      | 《Drama City—Deja Vu》   | 韓修娟                   | 第201集                 |
| 2005年 | KBS      | 《Drama City—Memory》    | 粹璟                     | 第220集                 |
| 2005年 | KBS      | 復活                     | 徐恩河                   | 主演                    |
| 2006年 | MBC      | 狼                       | 韓智秀                   | 主演，但於第3集後停播。 |
| 2006年 | KBS      | 偉大的遺產               | 柳美萊                   | 主演                    |
| 2006年 | SBS      | 無敵情報員               | 孔朱燕                   | 主演                    |
| 2007年 | KBS      | 京城醜聞                 | 羅如晶                   | 主演                    |
| 2007年 | MBC      | 李祘                     | 成松淵                   | 主演                    |
| 2009年 | SBS      | 該隱與亞伯               | 吳英智                   | 主演                    |
| 2011年 | JTBC     | 噗通噗通… 他和她的心跳聲 | 鄭智娜                   | 主演                    |
| 2012年 | SBS      | 閣樓上的王子             | 朴荷／芙蓉               | 主演                    |
| 2015年 | SBS      | 海德、哲基爾與我         | 張荷娜                   | 主演                    |
| 2016年 | SBS      | 嫉妒的化身               | 韓志旼                   | 特別出演第11集          |
| 2016年 | Netflix  | Dramaworld               | 韓志旼                   | 客串出演                |
| 2018年 | tvN      | 認識的妻子               | 徐友珍                   | 主演                    |
| 2019年 | JTBC     | 耀眼                     | 金惠子                   | 年輕時期                |
| 2019年 | MBC      | 春夜                     | 李靜仁                   | 主演                    |
| 2022年 | tvN      | 我們的藍調時光           | 李英玉                   | 主演                    |
| 2022年 | TVING    | Yonder                   | 車利煦                   | 主演                    |
| 2023年 | JTBC     | 摸心第六感               | 奉藝奮                   | 主演                    |
| 2025年 | SBS      | 我的完美秘書             | 姜智允                   | 主演                    |
| 2025年 | JTBC     | 比天堂還美麗             | 小絮／李海淑（年輕時期） | 主演                    |
| 2026年 | JTBC     | 未婚男女的效率戀愛       | 李宜瑛                   | 主演                    |

### 電影
| 年份   | 片名                   | 角色     | 備註     |
| 2005年 | 青燕                   | 李貞喜   |          |
| 2007年 | 解剖學教室             | 閔善華   | 主演     |
| 2011年 | 朝鮮名探長：烈女門秘辛 | 漢客主   | 主演     |
| 2014年 | Plan Man               | 劉素晶   | 主演     |
| 2014年 | 逆鱗：刺王危城         | 貞純王后 |          |
| 2015年 | 長壽商會               | 金敏靜   |          |
| 2016年 | 密探                   | 連桂順   |          |
| 2017年 | 兩道光：Relúmĭno       | 安秀英   | 短篇電影 |
| 2018年 | 那才是我的世界         | 韓佳律   | 特別出演 |
| 2018年 | 白小姐                 | 白尚雅   | 主演     |
| 2018年 | 國家破産之日           | 李亞蘭   | 特別出演 |
| 2020年 | 喬瑟與老虎、魚         | josée    | 主演     |
| 2021年 | 緣來大飯店             | 素珍     |          |

### 旁白
| 年份   | 名稱                | 備註                    |
| 2012年 | Ending Note         | 紀錄片                  |
| 2014年 | 狼的孩子            | 動畫電影公益配音        |
| 2015年 | One Dream One Korea | SBS紀念光復70周年紀錄片 |
| 2019年 | 金福東              | 紀錄片                  |
| 2023年 | 鯨魚和我            | SBS紀錄片               |

### MV
| 年份   | 歌手                        | 曲名           | 備註       |
| 1999年 | Jany Buny                   | 愛慕虛榮       |            |
| 1999年 | People Crew                 | 美麗21C        |            |
| 2000年 | 申昇勳                      | 離別之後       |            |
| 2001年 | 金泰永                      | 拜託的故事     |            |
| 2001年 | Bijou                       | 早晨           |            |
| 2002年 | 輝星                        | 無法傳達的故事 |            |
| 2003年 | 曹誠模                      | Piano          |            |
| 2003年 | 李正                        | 再次           |            |
| 2004年 | 吳世俊                      | 我結束的回憶   |            |
| 2006年 | A-sia                       | 我不知道       |            |
| 2009年 | 東海 & 圭賢（Super Junior） | Happy Bubble   | 代言廣告MV |
| 2010年 | 鄭燁                        | Without You    |            |

### 主持
- 2006年—2008年：KBS《演藝家中介》（與金濟東）
- 2018年：第23屆《釜山國際影展》開幕式（與金南佶）
- 2024年：第45屆《青龍電影獎》頒獎典禮（與李帝勳）

## 其他作品

### 音樂
- Happy Bath洗面乳廣告歌曲《Happy Bubble》（與Super Junior東海＆圭賢）
- 2024 合唱歌曲《Next stop heart》（與Paul Kim）

### 書籍
- 2009年：《我們已經是朋友了—韓志旼的菲律賓捐贈行》

## 個人生活
2024年8月8日，韓媒Dispatch報導韓志旼與Jannabi樂團主唱崔政勳的戀愛新聞，雙方隨即透過經紀公司證實，並表示兩人是在2023年的8月於《The Seasons崔政勳的夜晚公園》節目相識後開始交往，對於音樂都有共同的熱愛，感謝大家的祝福。

## 慈善活動
- 2007年起，每年都會參加JTS（Join Together Society，國際消除飢餓疾病文盲機構）的各項慈善募款活動，並擔任韓國JTS宣傳大使，至今從未間斷。
- 2009年，發行了記錄在菲律賓從事慈善活動的書籍《我們已經是朋友了—韓志旼的菲律賓捐贈行》，將全部版稅和出版社的部分利潤捐出，幫助落後國家建立學校和振興教育。[14]
- 2017年，因熱心於公益事業，因此被韓國總統授予名譽消防官。

## 獎項紀錄
| 年度 | 頒獎典禮                    | 獎項                          | 作品                          | 結果 |
| 2004 | 第18屆KBS演技大賞           | 女子獨幕劇 優秀演技獎         | 《Drama City—Deja Vu》        | 獲獎 |
| 2005 | 第19屆KBS演技大賞           | 最佳新人獎                    | 《復活》                      | 獲獎 |
| 2005 | 第19屆KBS演技大賞           | 最佳CP獎（與嚴泰雄）          | 《復活》                      | 獲獎 |
| 2006 | 第43屆大鐘獎                | 最佳新人女演員                | 《青燕》                      | 提名 |
| 2007 | 第28屆青龍電影獎            | 最佳新人女演員                | 《解剖學教室》                | 提名 |
| 2007 | 第34屆MBC演技大賞           | 女子優秀演技獎                | 《李祘》                      | 獲獎 |
| 2007 | 第21屆KBS演技大賞           | 女子迷你劇 優秀演技獎         | 《京城醜聞》                  | 獲獎 |
| 2007 | 第21屆KBS演技大賞           | 網民人氣獎                    | 《京城醜聞》                  | 獲獎 |
| 2007 | 第21屆KBS演技大賞           | 最佳CP獎（與姜至奐）          | 《京城醜聞》                  | 獲獎 |
| 2008 | 第44屆百想藝術大獎          | 電視部門 女子最優秀演技獎     | 《京城醜聞》                  | 提名 |
| 2008 | 第44屆百想藝術大獎          | 電視部門 女子人氣獎           | 《京城醜聞》                  | 提名 |
| 2011 | 第47屆百想藝術大獎          | 電影部門 女子人氣獎           | 《朝鮮名探長：烈女門秘辛》    | 提名 |
| 2012 | 第1屆K-Drama Star Awards    | 最佳女演員                    | 《噗通噗通...他和她的心跳聲》 | 獲獎 |
| 2012 | 第1屆K-Drama Star Awards    | 最佳女演員                    | 《閣樓上的王子》              | 獲獎 |
| 2012 | 第46屆納稅人之日            | 總統表彰獎                    | 《閣樓上的王子》              | 獲獎 |
| 2012 | 第6屆Mnet 20's精選獎        | 女子最佳電視劇明星獎          | 《閣樓上的王子》              | 獲獎 |
| 2012 | 第7屆首爾國際電視節         | 最佳韓流女演員                | 《閣樓上的王子》              | 獲獎 |
| 2012 | 第5屆韓國電視劇節           | 最優秀女演員                  | 《閣樓上的王子》              | 獲獎 |
| 2012 | 第1屆APAN Star Awards       | 優秀女子演技賞                | 《閣樓上的王子》              | 獲獎 |
| 2012 | 第4屆DramaFever Award       | 最佳團體演出                  | 《閣樓上的王子》              | 獲獎 |
| 2012 | 第6屆Mnet最潮韓星賞         | 最佳戲劇女演員                | 《閣樓上的王子》              | 獲獎 |
| 2012 | 第19屆SBS演技大賞           | 女子Drama Special最優秀演技賞 | 《閣樓上的王子》              | 獲獎 |
| 2012 | 第19屆SBS演技大賞           | 十大明星賞                    | 《閣樓上的王子》              | 獲獎 |
| 2012 | 第19屆SBS演技大賞           | 最佳CP獎（與朴有天）          | 《閣樓上的王子》              | 獲獎 |
| 2013 | 第49屆百想藝術大獎          | 電視部門 女子人氣獎           | 《閣樓上的王子》              | 提名 |
| 2015 | 第35屆黃金攝影賞            | 最佳女配角                    | 《愛的禮讚》                  | 獲獎 |
| 2015 | 第22屆SBS演技大賞           | 中篇電視劇 女子最優秀演技獎   | 《海德、哲基爾與我》          | 提名 |
| 2015 | 第22屆SBS演技大賞           | 最佳情侶獎（與玄彬）          | 《海德、哲基爾與我》          | 提名 |
| 2015 | 第51屆百想藝術大獎          | 電視部門 女子人氣獎           | 《海德、哲基爾與我》          | 提名 |
| 2016 | 第53屆大鐘獎                | 最佳女配角                    | 《密探》                      | 提名 |
| 2016 | 第2屆亞洲世界電影節         | 最佳女演員                    | 《密探》                      | 獲獎 |
| 2017 | 第37屆黃金攝影賞            | 最佳女配角                    | 《密探》                      | 獲獎 |
| 2017 | 第53屆百想藝術大獎          | 電影部門 女子配角獎           | 《密探》                      | 提名 |
| 2017 | 第53屆百想藝術大獎          | 電影部門 女子人氣獎           | 《密探》                      | 提名 |
| 2018 | 第3屆倫敦東亞電影節         | 最佳女主角                    | 《白小姐》                    | 獲獎 |
| 2018 | 第38屆韓國電影評論家協會獎  | 最佳女主角                    | 《白小姐》                    | 獲獎 |
| 2018 | 第19屆年度女性電影獎        | 最佳女主角                    | 《白小姐》                    | 獲獎 |
| 2018 | 第19屆年度女性電影獎        | 人氣獎                        | 《白小姐》                    | 獲獎 |
| 2018 | 第39屆青龍電影獎            | 最佳女主角                    | 《白小姐》                    | 獲獎 |
| 2018 | 第5屆韓國電影製作人協會獎   | 最佳女主角                    | 《白小姐》                    | 獲獎 |
| 2019 | 第10屆年度電影獎            | 最佳女主角                    | 《白小姐》                    | 獲獎 |
| 2019 | 第55屆百想藝術大賞          | 電影部門 女子最優秀演技獎     | 《白小姐》                    | 獲獎 |
| 2019 | 第55屆百想藝術大賞          | 女子人氣獎                    | 《白小姐》                    | 提名 |
| 2019 | 第13屆亞洲電影大獎          | 最佳女主角                    | 《白小姐》                    | 提名 |
| 2019 | 第21屆亞洲影評人協會獎      | 最佳女主角                    | 《白小姐》                    | 提名 |
| 2019 | 第11屆KOFRA電影獎           | 最佳女主角                    | 《白小姐》                    | 獲獎 |
| 2019 | 第28屆釜日電影獎            | 最佳女主角                    | 《白小姐》                    | 提名 |
| 2019 | 第25屆Cine21電影獎          | 最佳女主角                    | 《白小姐》                    | 獲獎 |
| 2019 | 第24屆春史電影節            | 最佳女主角                    | 《白小姐》                    | 提名 |
| 2019 | 第3屆中韓國際電影節         | 最佳女主角                    | 《白小姐》                    | 獲獎 |
| 2019 | 第19屆Director's CUT Awards | 年度女子演技獎                | 《白小姐》                    | 獲獎 |
| 2019 | 第10屆韓國大眾文化藝術獎    | 國務院總理表彰獎              | 《白小姐》                    | 獲獎 |
| 2019 | 第46屆MBC演技大賞           | 大賞                          | 《春夜》                      | 提名 |
| 2019 | 第46屆MBC演技大賞           | 水木劇女子最優秀演技賞        | 《春夜》                      | 獲獎 |
| 2020 | 第56屆大鐘獎                | 最佳女主角                    | 《白小姐》                    | 提名 |
| 2022 | 第8屆APAN Star Awards       | 最佳CP獎（與金宇彬）          | 《我們的藍調時光》            | 提名 |

## 外部連結
- NAVER （页面存档备份，存于）
- 韓志旼的Facebook專頁
- 韓志旼的Instagram帳戶